# Pravo na azil
Pravo na azil (ponekad nazvano pravo političkog azila; iz starogrčkog ἄσυλον 'utočište') je drevni pravni koncept prema kojem su ljudi koji su progonjeni od svojih vladara mogli biti zaštićeni drugim suverenim autoritetom, poput druge zemlje ili kojeg drugog entiteta koji je u srednjem vijeku mogao pružiti utočište. Ovo pravo priznavali su drevni Egipćani, Grci i Hebreji, od kojih je usvojeno u zapadnoj tradiciji. Među poznatim osobama koje su koristile ovo pravo su i René Descartes koji je pobjegao u Nizozemsku, Voltaire u Englesku ili Thomas Hobbes u Francusku, jer je svaka od tih država pružala zaštitu progonjenim strancima.
Egipćani, Grci i Hebreji su priznavali vjersko "pravo utočišta", koje je štitilo ljude (uključujući one optužene za zločine) od teških kazni. Ovaj princip je kasnije usvojila kršćanska crkva, te su razvijena razna pravila koja su detaljno opisivala kako se kvalificirati za zaštitu i koju razinu zaštite bi netko primio.
Na Saboru u Orleansu 511. godine, u prisutnosti Klodviga I., odlučeno je da se azil može odobriti svakome tko potraži utočište u crkvi, na crkvenom posjedu ili kod biskupa. Ova zaštita je bila proširena i na ubojice, kradljivce i preljubnike.
Da "Svaka osoba ima pravo tražiti i u drugim zemljama uživati azil od progona" zapisano je u Općoj deklaraciji o ljudskim pravima Ujedinjenih naroda iz 1948. godine i podržano Konvencijom o statusu izbjeglica iz 1951. godine te Protokolom iz 1967. godine koji se odnosi na status izbjeglica. Prema ovim sporazumima, izbjeglica je osoba koja se nalazi izvan teritorija vlastite zemlje zbog straha od progona iz zaštićenih razloga, uključujući rasu, kastu, nacionalnost, vjeroispovijest, politička mišljenja te sudjelovanje u određenoj društvenoj skupini ili društvenim aktivnostima.